# Lista das universidades mais antigas do mundo
Esta é uma lista das universidades mais antigas do mundo e que ainda estão em operação.
| Nome                                        | Cidade sede            | País | Ano de fundação | Comentários |
| ------------------------------------------- | ---------------------- | --- | --------------- | --- |
| Universidade al Quaraouiyine                | Fez                    | Califado Idríssida (atualmente em Marrocos)                                                                | 859             | Há pelo menos um autor que aponta a Universidade Ez-Zitouna, em Tunes, como tendo sido fundada em 737, o que não é corroborado por muitas fontes reputadas nem pelo Guinness World Records. |
| Universidade de Alazar                      | Cairo                  | Egito (na época um emirado governado pela dinastia tulúnida)                                               | 988             | Universidade teológica, só em 1961 passou a incluir assuntos não teológicos na sua grade curricular. |
| Universidade de Bolonha                     | Bolonha                | Sacro Império Romano-Germânico (atualmente na Itália)                                                      | 1088            | O termo "universidade" vem de sua criação.[carece de fontes?] |
| Universidade de Oxford                      | Oxford                 | Inglaterra                                                                                                 | c. 1096         | A universidade mais antiga do mundo de língua inglesa. Reivindica ter sido fundada entre 1096 e 1167. O ensino foi suspenso em 1209 (devido ao enforcamento de alguns escrivães e em 1355 (devido à Revolta do Dia de Santa Escolástica, mas foi contínuo durante a Guerra Civil Inglesa (1642–1651). Em 1254, o papa Inocêncio IV concedeu à Oxford um estatuto universtário pela bula papal Querentes in agro. |
| Universidade de Paris                       | Paris                  | França | 1170            | Em 1970 foi dividida em 13 universidades separadas. |
| Universidade de Módena e Régio da Emília    | Módena                 | Sacro Império Romano-Germânico (atualmente na Itália)                                                      | 1175            | |
| Universidade de Cambridge                   | Cambridge              | Inglaterra                                                                                                 | c. 1209         | |
| Universidade de Salamanca                   | Salamanca              | Reino de Leão (atualmente na Espanha)                                                                      | 1218            | |
| Universidade de Montpellier                 | Montpellier            | França | 1220            | |
| Universidade de Pádua                       | Pádua                  | Sacro Império Romano-Germânico (atualmente na Itália)                                                      | 1222            | |
| Universidade de Nápoles Federico II         | Nápoles                | Sacro Império Romano-Germânico (atualmente na Itália)                                                      | 1224            | |
| Universidade Almostanceria                  | Bagdá                  | Califado Abássida (atualmente no Iraque)                                                                   | 1227            | |
| Universidade de Toulouse                    | Toulouse               | França | 1229            | |
| Universidade de Siena                       | Siena                  | Sacro Império Romano-Germânico (atualmente na Itália)                                                      | 1240            | |
| Universidade de Valhadolide                 | Valhadolide            | Castela (atualmente na Espanha)                                                                            | 1241            | Fundada em Palência |
| Universidade de Múrcia                      | Múrcia                 | Castela (atualmente na Espanha)                                                                            | 1272            | |
| Universidade de Coimbra                     | Coimbra                | Portugal                                                                                                   | 1290            | Fundada em Lisboa, transferida definitivamente para Coimbra em 1537. Declarada Património Mundial pela UNESCO em 2013. |
| Universidade de Alcalá                      | Alcalá de Henares      | Castela (atualmente na Espanha)                                                                            | 1293            | Suas herdeiras são a Universidade Complutense de Madrid e a Universidade de Alcalá. |
| Universidade de Lérida                      | Lérida                 | Reino de Aragão (atualmente na Espanha)                                                                    | 1300            | |
| Universidade de Sancoré                     | Tombuctu               | Império do Mali (atualmente no Mali)                                                                       | c. 1300         | |
| Universidade de Roma "La Sapienza"          | Roma                   | Estados Papais (atualmente na Itália)                                                                      | 1303            | |
| Universidade de Perúgia                     | Perúgia                | Estados Papais (atualmente na Itália)                                                                      | 1308            | |
| Universidade de Florença                    | Florença               | Sacro Império Romano-Germânico (atualmente na Itália)                                                      | 1321            | |
| Universidade de Camerino                    | Camerino               | Estados Papais (atualmente na Itália)                                                                      | 1336            | |
| Universidade de Pisa                        | Pisa                   | Sacro Império Romano-Germânico (atualmente na Itália)                                                      | 1343            | |
| Universidade Carolina                       | Praga                  | Sacro Império Romano-Germânico (atualmente na Tchéquia)                                                    | 1348            | |
| Universidade de Pavia                       | Pavia                  | Sacro Império Romano-Germânico (atualmente na Itália)                                                      | 1361            | |
| Universidade Jaguelônica                    | Cracóvia               | Polônia | 1364            | |
| Universidade de Viena                       | Viena                  | Sacro Império Romano-Germânico (atualmente na Áustria)                                                     | 1365            | |
| Universidade de Pécs                        | Pécs                   | Hungria | 1367            | |
| Universidade de Heidelberg Ruprecht Karl    | Heidelberg             | Sacro Império Romano-Germânico (atualmente na Alemanha)                                                    | 1386            | |
| Universidade de Colônia                     | Colônia                | Sacro Império Romano-Germânico (atualmente na Alemanha)                                                    | 1388            | |
| Universidade de Ferrara                     | Ferrara                | Estados Papais (atualmente na Itália)                                                                      | 1391            | |
| Universidade de Zadar                       | Zadar                  | Reino da Hungria (atualmente na Croácia, na época de sua fundação um reino em união pessoal com a Hungria) | 1396            | |
| Universidad Júlio-Maximiliano de Wurtzburgo | Wurtzburgo             | Sacro Império Romano-Germânico (atualmente na Alemanha)                                                    | 1402            | |
| Universidade de Turim                       | Turim                  | Sacro Império Romano-Germânico (atualmente na Itália)                                                      | 1404            | |
| Universidade de Leipzig                     | Leipzig                | Sacro Império Romano-Germânico (atualmente na Alemanha)                                                    | 1409            | |
| Universidade de St. Andrews                 | St. Andrews            | Escócia | 1412            | |
| Universidade de Rostock                     | Rostock                | Sacro Império Romano-Germânico (atualmente na Alemanha)                                                    | 1419            | |
| Universidade Católica de Lovaina            | Lovaina                | Sacro Império Romano-Germânico (atualmente na Bélgica)                                                     | 1425            | Em 1970 foi dividida em duas, a Université catholique de Louvain e Katholieke Universiteit Leuven, na qual originalmente se lecionava exclusivamente em flamengo. Esta última ficou com as instalações da antiga universidade, enquanto que a primeira funciona em Lovaina-a-Nova, na Valônia, cerca de 30 km a sul de Lovaina.                                                                                  |
| Universidade de Poitiers                    | Poitiers               | França | 1431            | |
| Universidade de Catânia                     | Catânia                | Sicília, então uma possessão do Reino de Aragão e atulamente parte da Itália)                              | 1434            | |
| Universidade de Barcelona                   | Barcelona              | Reino de Aragão (atualmente na Espanha)                                                                    | 1450            | |
| Universidade de Glasgow                     | Glasgow                | País de Gales                                                                                              | 1451            | |
| Universidade de Istambul                    | Istambul               | Império Otomano (atualmente na Turquia)                                                                    | 1227            | |
| Universidade de Greifswald                  | Greifswald             | Sacro Império Romano-Germânico (atualmente na Alemanha)                                                    | 1456            | |
| Universidade Alberto Luís de Friburgo       | Freiburg               | Sacro Império Romano-Germânico (atualmente na Alemanha)                                                    | 1457            | |
| Universidade de Basileia                    | Basileia               | Sacro Império Romano-Germânico (atualmente na Suíça)                                                       | 1460            | |
| Universidade Luís Maximiliano de Munique    | Munique                | Sacro Império Romano-Germânico (atualmente na Alemanha)                                                    | 1472            | |
| Universidade de Upsália                     | Upsália                | Suécia | 1477            | |
| Universidade Everardo Carlos de Tubinga     | Tubinga                | Sacro Império Romano-Germânico (atualmente na Alemanha)                                                    | 1477            | |
| Universidade Johannes Gutenberg de Mogúncia | Mogúncia               | Sacro Império Romano-Germânico (atualmente na Alemanha)                                                    | 1477            | |
| Universidade de Copenhague                  | Copenhague             | Dinamarca                                                                                                  | 1479            | |
| Universidade de Aberdeen                    | Aberdeen               | Escócia | 1494            | |
| Universidade de Santiago de Compostela      | Santiago de Compostela | Castela (atualmente na Espanha)                                                                            | 1495            | |
| Universidade de Valência                    | Valência               | Reino de Aragão (atualmente na Espanha)                                                                    | 1499            | |

## Universidades mais antigas por país ou região após 1500
A maioria dos países europeus já tinham universidades antes de 1500. Depois de 1500, várias universidades começaram a aparecer em outros países ao redor do mundo:
| País                                                   | Nome                                                                                            | Ano de Fundação | Comentários |
| ------------------------------------------------------ | ----------------------------------------------------------------------------------------------- | --- | --- |
| Sacro Império Romano-Germânico (atual Alemanha)        | Universidade de Halle-Vitemberga \|1502                                                         | Fundada pelo católico Frederico III da Saxônia, foi a Universidade de Martinho Lutero. Foi um dos bastiões da Reforma Protestante na Europa, ao lado das majoritariamente calvinistas: Universidade de Heidelberg (Palatinado Renano), Universidade da Basileia e da Universidade de Genebra. | |
| Estados Papais (localizados na atual Itália)           | Universidade de Urbino "Carlo Bo"                                                               | 1506 | |
| Sacro Império Romano-Germânico (atual Alemanha)        | Universidade Filipe de Marburgo                                                                 | 1527 | Primeira universidade protestante do mundo. |
| Império Espanhol                                       | Universidade Autônoma de Santo Domingo                                                          | 1538 | atualmente na República Dominicana |
| Monarquia Hispânica                                    | Universidade de Messina                                                                         | 1548 | Localizada no atual sul da Itália, na época de sua fundação sob a soberania dos reis espanhóis |
| Império Espanhol                                       | Universidade Nacional Maior de São Marcos                                                       | 1551 | Localizada no atual Peru, é a primeira universidade da América. |
| Império Espanhol                                       | Universidade Nacional Autônoma do México                                                        | 1551 | |
| Império Espanhol                                       | Colégio Universitário de Santo Tomás                                                            | 1562 | |
| Império Espanhol                                       | Universidade de Leiden                                                                          | 1575 | Foi fundada por Guilherme I, príncipe de Orange, durante a Revolta Holandesa contra os espanhóis na Guerra dos Oitenta Anos. |
| República das Duas Nações                              | Universidade de Vilnius                                                                         | 1579 | atualmente na Lituânia. Encerrou e reabriu posteriormente por duas vezes. |
| Reino da Irlanda                                       | Trinity College de Dublin                                                                       | 1592 | |
| Macau - Reino de Portugal                              | Colégio de São Paulo                                                                            | 1594 | Encerrou em 1759, quando da expulsão da Companhia de Jesus de Portugal. |
| Império Espanhol                                       | Universidade de San Carlos                                                                      | 1595 | Localizada nas atuais Filipinas |
| Império Espanhol                                       | Universidade Nacional de Córdoba                                                                | 1613 | Atualmente na Argentina |
| Império Espanhol                                       | Universidade Maior Real e Pontifícia San Francisco Xavier de Chuquisaca                         | 1624 | Atual Sucre, na Bolívia |
| Império Sueco                                          | Universidade de Tartu                                                                           | 1631 | Atualmente na Estónia. |
| República das Sete Províncias Unidas dos Países Baixos | Universidade de Amsterdã                                                                        | 1632 | Foi fundada com o nome de Athenaeum Illustre. |
| Reino da Inglaterra                                    | Universidade Harvard (localizada nos atuais Estados Unidos)                                     | 1636 | Foi fundada sob o nome de Harvard College (colégio de ensino superior); somente em 1780 foi mencionada pela primeira vez como universidade (Harvard University). |
| Império Espanhol                                       | Universidade de San Carlos de Guatemala                                                         | 1676 | Foi fundada por ordem por ordem de Cédula Real do Rei Carlos II em 31 de janeiro de 1676. |
| Império Sueco                                          | Universidade de Helsinque                                                                       | 1640 | Originalmente a Academia de Turku, mas movida para Helsinki (atualmente na Finlândia) em 1827. |
| Império Espanhol                                       | Universidade de Rosário                                                                         | 1653 | |
| República das Duas Nações                              | Universidade de Lviv                                                                            | 1661 | atualmente na Polônia |
| Reino da França                                        | Universidade Laval                                                                              | 1663 | Localizada no atual Canadá. A Universidade de Novo Brunswick é a mais velha de língua inglesa no Canadá, fundada em 1785. |
| Sacro Império Romano-Germânico (atual Alemanha)        | Universidade de Zagreb                                                                          | 1669 | atualmente na Croácia |
| Rússia                                                 | Universidade de São Petersburgo                                                                 | 1724 | |
| Império Espanhol                                       | Universidade de Havana                                                                          | 1728 | atualmente em Cuba. |
| Sacro Império Romano-Germânico                         | Universidade de Gotinga                                                                         | 1734 | |
| Ordem de Malta                                         | Universidade de Malta                                                                           | 1769 | Sucessora do Colégio Melitense, 1592. |
| Reino de Portugal                                      | Real Academia de Artilharia, Fortificação e Desenho                                             | 1792 | Localizada no atual Brasil, que na época de sua fundação ainda estava sob soberania portuguesa. Atualmente, a Escola Politécnica (Poli-UFRJ) e o Instituto Militar de Engenharia (IME) se afirmam descendentes da antiga Real Academia de Artilharia, Fortificação e Desenho, que foi criada em 17 de dezembro de 1792 no reinado da Rainha portuguesa D. Maria I. Foi precursora do ensino superior militar e de engenharia, tanto no Brasil como no próprio continente americano. |
| Reino de Portugal                                      | Universidade Federal da Bahia                                                                   | 1808 | Localizada no atual Brasil, é sucessora da Escola de Cirurgia da Bahia, tendo sido a primeira instituição a lecionar curso de ensino superior na América Portuguesa. Sua trajetória iniciou-se em 18 de fevereiro de 1808, quando o Príncipe Regente Dom João VI fundou o primeiro curso universitário do Brasil. |
| Reino da Suécia e Noruega                              | Universidade de Oslo                                                                            | 1811 | atualmente na Noruega |
| Império Britânico                                      | Universidade da Cidade do Cabo                                                                  | 1829 | atualmente na África do Sul |
| Bolívia                                                | Universidad Mayor de San Simón                                                                  | 1832 | Localizada na cidade de Cochabamba. Fundada em 1832 pelo Mariscal de Santa Cruz. A UMSS constitui-se numa das três primeiras universidades fundadas na Bolívia, as duas que a antecederam são a Universidad Mayor, Real y Pontificia de San Francisco Xavier de Chuquisaca e a Universidad Mayor de San Andrés de La Paz. |
| Grécia                                                 | Universidade de Atenas                                                                          | 1837 | |
| Império Britânico                                      | Universidade de Sydney                                                                          | 1850 | atualmente na Austrália |
| Império Britânico                                      | - Universidade de Calcutá - Universidade de Roorkee ou Instituto Indiano de Tecnologia, Roorkee | - 1857 - 1847 | A mais antiga universidade completamente fledged no Sul da Ásia. A mais antiga universidade técnica da Índia. |
| Império Britânico                                      | Universidade de Otago                                                                           | 1863 | atualmente na Nova Zelândia |
| Japão                                                  | Universidade de Tóquio                                                                          | 1877 | |
| Império Britânico                                      | Universidade de Punjab                                                                          | 1882 | Localizada no atual Paquistão |
| Bulgária                                               | Universidade de Sófia                                                                           | 1888 | |
| China                                                  | Universidade de Pequim                                                                          | 1898 | (discutivelmente Universidade de Wuhan, 1893) |